# Kazachya Loknia
Kazachia Loknia (en ruso: Казачья Локня) es un pueblo ruso perteneciente al óblast de Kursk. Situado en el suroeste del país, forma parte del raión de Sudzha.

## Toponimia
Otro nombre de importancia local es Kozacha Loknia (en ucraniano: Козача Локня).

## Geografía
Kazachia Loknia está situado a orillas del río Sudzha, 6 km al norte de Sudzha y 85 km al suroeste de Kursk. También se encuentra a 8 km de la frontera ruso-ucraniana.  

## Historia
El 8 de agosto de 2024, el pueblo fue escenario de una incursión en la óblast de Kursk de las Fuerzas Armadas de Ucrania en el transcurso de la guerra ruso-ucraniana.El 15 de agosto, el gobierno ucraniano anunció la formación de una administración militar para brindar ayuda humanitaria a los civiles y mantener la ley y el orden, donde se integró a Kazachya Loknia. El 12 de marzo, el Ministerio de Defensa ruso publicó un comunicado en Telegram en el que decía que sus tropas habían «liberado» la localidad.

## Demografía
La evolución demográfica de Kazachia Loknia entre 2002 y 2021 fue la siguiente:
| 678                            | 605 | 720 |
| (Fuente: Population of Russia) |     |     |

## Infraestructura

### Infraestructura, monumentos y lugares de interés
En el pueblo está la iglesia del Gran Mártir Demetrio de Tesalónica, construida en 1880.

### Transporte
Kazachia Loknia se encuentra en la carretera regional 38K-024, que une Lgov y Sudzha.